# Городецкий, Василий Романович
Васи́лий Рома́нович Городе́цкий (3 [16] марта 1904, Крестниково, Симбирская губерния — 19 июля 1976, Ульяновск) — советский военнослужащий, участник Великой Отечественной войны, Герой Советского Союза, автоматчик моторизированного батальона 110-й танковой бригады 18-го танкового корпуса 27-й армии 3-го Украинского фронта, красноармеец. Герой Советского Союза.

## Биография
Родился 3 (16) марта 1904 года в с. Крестниково (ныне — Цильнинского района Ульяновской области) в семье крестьянина. Русский.
Получил начальное образование. Участник Гражданской войны 1918—1922 гг. Работал в личном крестьянском хозяйстве, затем — в сельскохозяйственной артели (позже — колхоз) «Маяк Ильича».
В Красной Армии с 1943 года. Участник Великой Отечественной войны с октября 1944 года.
Автоматчик моторизированного батальона 110-й танковой бригады рядовой Василий Городецкий отличился 10 марта 1945 года в районе населённого пункта Шаркерестур (юго-восточнее города Секешфехервар, Венгрия). Вступил в бой с группой пехоты противника. Был тяжело ранен, но в критический момент боя продолжал отбивать атаку гитлеровцев, уничтожив их большое количество.
В июле 1946 года был уволен из армии по инвалидности.
Жил в Ульяновске, работал старшим конюхом в системе городского коммунального хозяйства.
Умер 19 июля 1976 года. Похоронен на Северном (Ишеевском) кладбище Ульяновска.

## Награды
- Герой Советского Союза (медаль «Золотая Звезда» и орден Ленина; 29.6.1945)[4][5]
- медали.

## Память
- В фондах личного происхождения, находящихся на хранении в Государственном архиве, имеются документы, относящиеся к В. Р. Городецкому[6].

## Комментарии
1. ↑  По другим данным — 23 октября 1945[1].